# Concepción de San Isidro
Concepción es un distrito del cantón de San Isidro, en la provincia de Heredia, de Costa Rica.

## Geografía
Concepción cuenta con un área de 8,07 km² y una altitud media de 1406 m s. n. m.

## Demografía
Para el año 2022, Concepción cuenta con una población estimada de 3147 habitantes, y para el último censo efectuado, en 2011, Concepción contaba con una población de 2635 habitantes.

## Localidades
- Poblados: Alhajas, Calle Caricias, Calle Chávez (parte), Santa Cecilia (parte).